# Finnen in der Schweiz

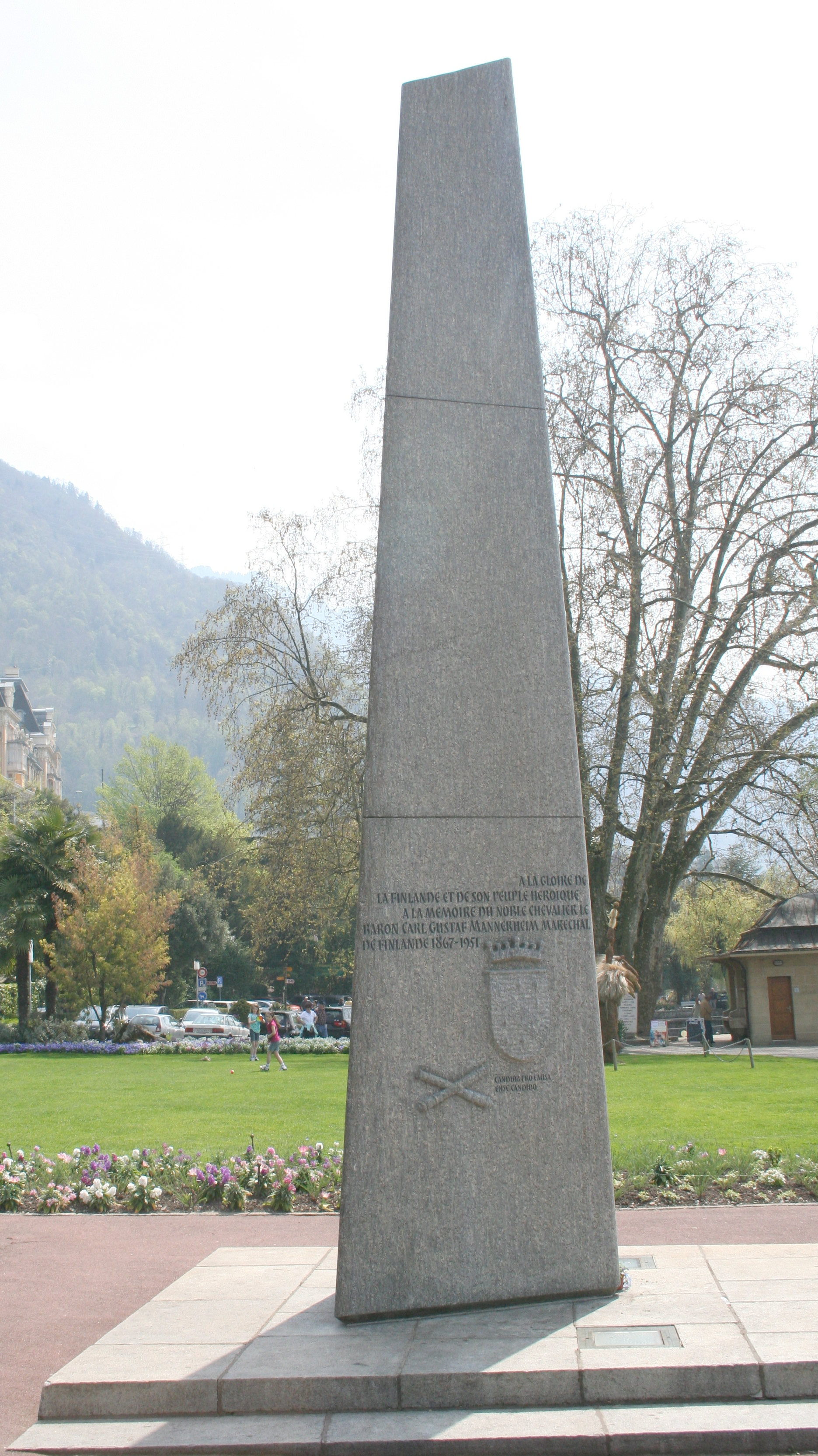
Mannerheim-Denkmal in Montreux

Finnen in der Schweiz werden finnische Migranten sowie ihre Abkömmlinge genannt. Sie sprechen als Muttersprache meist Finnisch, daneben auch Deutsch, Französisch oder Italienisch als Zweitsprache.
Nach verschiedenen Schätzungen gibt es etwa 7000 Finnen, welche in der Schweiz leben, von denen 4000 Immigranten aus der ersten Generation und 3000 Immigranten aus zweiter Generation sind. Die meisten Immigranten aus der ersten Generation sind Frauen, die in den 1940er bis 1960er Jahren geboren wurden, viele von ihnen immigrierten von 1960 bis 1970. Die meisten Finnen in der Schweiz leben im Kanton Zürich.
Die Schweizerische Vereinigung der Freunde Finnlands (SVFF) operiert seit 1946 mit der Zeitung Suomen Sanomat, die später in Finnland Magazin umbenannt wurde. Diese Zeitung erscheint zweimal im Jahr. Die ersten finnischen Schulen der Schweiz wurden 1982 in Bern und Zürich eröffnet. Die Finnische Kirche in der Schweiz (SKS – „Suomalainen kirkko Sveitsissä“) hingegen organisiert Kirchenaktivitäten in der finnischen Sprache in der gesamten Schweiz.

## Berühmte Schweizer Finnen
- Kimi Räikkönen[5]
- Carl Gustaf Emil Mannerheim[6]
- Karl Lennart Oesch Hoher Offizier in den finnischen Streitkräften unter Mannerheim